# Lipoptena binocula
Lipoptena binocula är en tvåvingeart som först beskrevs av Speiser 1908.  Lipoptena binocula ingår i släktet Lipoptena och familjen lusflugor.
Artens utbredningsområde är Botswana. Inga underarter finns listade i Catalogue of Life.